# Theograndin I
Theograndin I es una flavona sulfatado glucurónido que se encuentra en Theobroma grandiflorum. Es un glucurónido de isoscutellareina (8-Hydroxyapigenin).